# مکنزی الدجم
مکنزی الدجم (انگلیسی: Mackenzie Aladjem؛ زادهٔ ۱۱ سپتامبر ۲۰۰۱) هنرپیشه، رقصنده، بازیگر تئاتر، بازیگر تلویزیون، و بازیگر سینما اهل ایالات متحده آمریکا است.
از فیلم‌ها یا برنامه‌های تلویزیونی که وی در آن نقش داشته‌است می‌توان به هاوایی فایو-زیرو، این است ۴۰ اشاره کرد.